# Макарун
Макарун (англ. macaroon) — традиційні американські тістечка з низьким вмістом жиру. Вони не такі легкі та відомі, як французькі макарони, і мають інший смак. До складу макарунів входять яєчний білок, цукрова пудра, кокосова стружка і мелений мигдаль. Готові тістечка іноді поливають розтопленим шоколадом.